# Ceuthomantinae
Sous-famille
Synonymes
- Ceuthomantidae Heinicke, Duellman, Trueb, Means, MacCulloch & Hedges, 2009
- Pristimantinae Ohler & Dubois, 2012

Les Ceuthomantinae sont une sous-famille d'amphibiens de la famille des Craugastoridae.

## Répartition
Les espèces des genres de cette sous-famille se rencontrent en Amérique centrale et en Amérique du Sud.

## Liste des genres
Selon Amphibian Species of the World (15 septembre 2015) :
- Ceuthomantis Heinicke, Duellman, Trueb, Means, MacCulloch & Hedges, 2009
- Dischidodactylus Lynch, 1979
- Pristimantis Jiménez de la Espada, 1870
- Tachiramantis Heinicke, Barrio-Amorós & Hedges, 2015
- Yunganastes Padial, Castroviejo-Fisher, Köhler, Domic & De la Riva, 2007

## Publications originales
- Heinicke, Duellman, Trueb, Means, MacCulloch & Hedges, 2009 : A new frog family (Anura: Terrarana) from South America and an expanded direct-developing clade revealed by molecular phylogeny. Zootaxa, no 2211, p. 1-35 (texte intégral).
- Ohler & Dubois, 2012 : Validation of two familial nomina nuda of Amphibia Anura. Alytes, Paris, vol. 28, p. 162–167 (texte intégral).